# Georg Satzinger
Georg Satzinger (* 29. Juli 1956 in Dinkelsbühl) ist ein deutscher Kunsthistoriker.
Satzinger studierte Kunstgeschichte, Klassische Archäologie und Germanistik an der Universität Tübingen, wo er 1988 promovierte. Seit 1997 lehrt er als Professor an der Universität Bonn. Von 2005 bis 2013 war er Erster Vorsitzender des Verbandes Deutscher Kunsthistoriker.
Seine Forschungsschwerpunkte sind die Architektur und Skulptur der italienischen Renaissance (besonders Michelangelo), die Architektur in Süddeutschland im 18. Jahrhundert und die Druckgraphik des 15. und 16. Jahrhunderts (besonders Dürer).
Seit 2011 ist Georg Satzinger ordentliches Mitglied der Nordrhein-Westfälischen Akademie der Wissenschaften und der Künste.

## Kuratierte Ausstellungen
- mit Sebastian Schütze 2015:Der Göttliche. Hommage an Michelangelo. Raffael · Caravaggio · Rubens · Rodin · Cézanne · Struth, Kunst- und Ausstellungshalle der Bundesrepublik Deutschland, Bonn

## Auszeichnungen
- 1992 Hans-Janssen-Preis zur Förderung der Forschungen auf dem Gebiet der Europäischen Kunstgeschichte der Göttinger Akademie der Wissenschaften.

## Schriften (Auswahl)
- Antonio da Sangallo der Ältere und die Madonna di San Biagio bei Montepulciano. (Tübinger Studien zur Archäologie und Kunstgeschichte. 11). Wasmuth, Tübingen 1991, ISBN 3-8030-1910-9.
- Balthasar Neumanns Kuppelentwürfe für die Abteikirche Münsterschwarzach – Zugleich ein Beitrag zum Thema „Neumann und die Tradition“. In: Zeitschrift für Kunstgeschichte. Band 55, 1992, S. 413–445.
- Michelangelos Cappella Sforza. In: Römisches Jahrbuch der Bibliotheca Hertziana. Band 35, 2003/2004, S. 327–414.
- Sankt Peter: Zentralbau oder Longitudinalbau – Orientierungsprobleme. In: Georg Satzinger, Sebastian Schütze (Hrsg.): Sankt Peter in Rom. 1506–2006. Beiträge der internationalen Tagung vom 22.–25. Februar 2006 in Bonn. Hirmer, München 2008, S. 127–145.
- Michelangelo und die Fassade von San Lorenzo in Florenz: zur Geschichte der Skulpturenfassade der Renaissance. (Römische Forschungen der Bibliotheca Hertziana.34). Hirmer, München 2011, ISBN 978-3-7774-3211-3.

Satzinger ist Herausgeber der Reihe Tholos. Kunsthistorische Studien.